# 特拉姆湖
54°10′07″N 10°24′34″E / 54.16866°N 10.40955°E

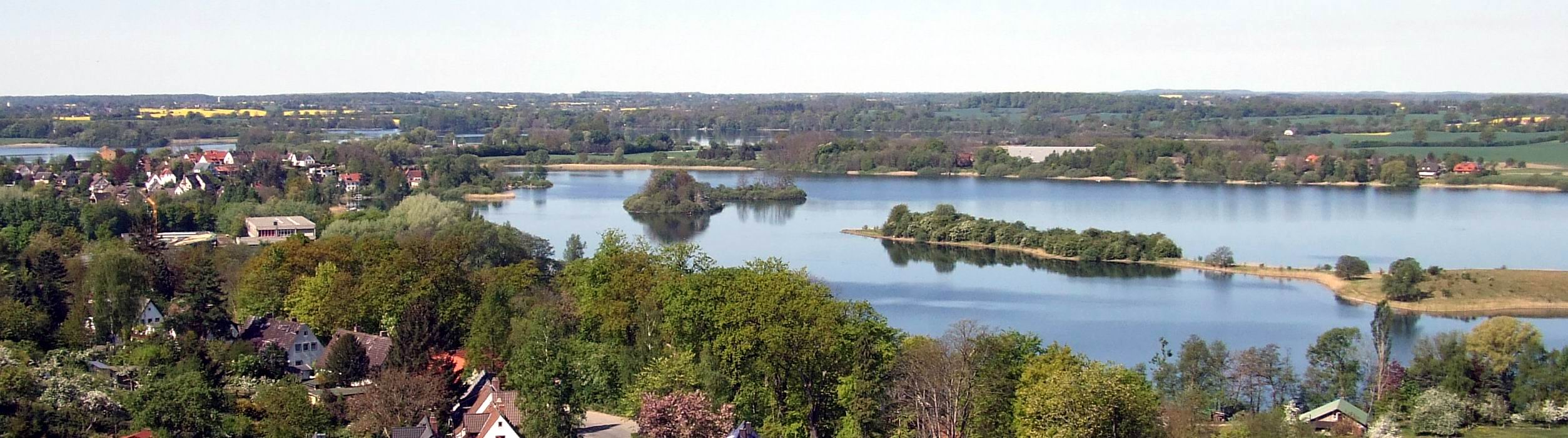

特拉姆湖（德語：Trammer See），是德國的湖泊，位於該國北部石勒蘇益格-荷爾斯泰因州，由普倫縣負責管轄，面積1.6平方公里，海拔高度20米，平均水深11米，最大水深33米。